# Mariampol (gmina Mariampol)
Mariampol (lit. Marijampolis) – wieś na Litwie, w okręgu wileńskim, w rejonie wileńskim, siedziba gminy Mariampol.

## Historia
W dwudziestoleciu międzywojennym leżał w Polsce, w województwie wileńskim, w powiecie wileńsko-trockim, w gminie Rudomino. W 1931 miejscowość liczyła 137 mieszkańców, zamieszkałych w 23 budynkach.
Po II wojnie światowej w granicach Związku Sowieckiego. Od 1991 na niepodległej Litwie.